# She Ain't Worth It
«She Ain't Worth It» es una canción interpretada por el cantante Glenn Medeiros. Cuenta con un rap del artista de R&B Bobby Brown.
Alcanzó el número 1 durante dos semanas en el Billboard Hot 100 de Estados Unidos, convirtiéndose en el único éxito número 1 de Medeiros en los Estados Unidos, y el segundo y último éxito número 1 en el que Brown ha recibido crédito como artista, después de "My Prerogative". 
El sencillo llegó al número 12 en la UK Singles Chart del Reino Unido, donde Medeiros había alcanzado previamente el número uno con "Nothing's Gonna Change My Love for You". También alcanzó el top 10 en Australia, Canadá, Finlandia e Irlanda.

## Posicionamiento en listas
| Lista (1990–1991)                            | Máxima posición |
| Australia (ARIA)                             | 8               |
| Bélgica (Flandes) (Ultratop 50)              | 21              |
| Canadá (RPM Top Singles)                     | 9               |
| Europa (Eurochart Hot 100)                   | 24              |
| Finlandia (Suomen virallinen lista)          | 9               |
| Alemania (Offizielle Deutsche Charts)        | 15              |
| Irlanda (IRMA)                               | 9               |
| Países Bajos (Dutch Top 40)                  | 12              |
| Países Bajos (Mega Single Top 100)           | 12              |
| Nueva Zelanda (Recorded Music NZ)            | 14              |
| Reino Unido (UK Singles Chart)               | 12              |
| Estados Unidos (Billboard Hot 100)           | 1               |
| Estados Unidos (Billboard Hot Black Singles) | 43              |

## Certificaciones
| País                  | Certificaciones | Ventas   |
| --------------------- | --------------- | -------- |
| Australia (ARIA)      | Oro             | 35,000^  |
| Estados Unidos (RIAA) | Oro             | 500,000^ |